# East Jesus Nowhere
Singles de Green Day
21 Guns
(2009) 21st Century Breakdown
(2009)
East Jesus Nowhere est une chanson du groupe punk américain Green Day et le troisième single extrait de leur huitième album, 21st Century Breakdown, paru en 2009.

## Clip vidéo
Le clip commence avec une image de masque a gaz, suivie par un montage d'images du groupe lors de la tournée 21st Century Breakdown World Tour.

## Signification de la chanson
Cette chanson parle de toute l’hypocrisie des religions, qui prêchent la paix et l’humilité, alors qu’elles sont parfois composées de fanatiques. Billie Joe Armstrong a dit qu’il n’y avait aucun problème avec la religion. Le problème, c’est ceux qui l’utilisent pour « aller trop loin », qui ont perverti le sens même de la religion.
Elle peut aussi expliquer à quel point l’occident est devenu de moins en moins religieux (« and we will see how godless the nation we have become » traduisible par "et nous verrons à quel point nous sommes devenus une nation impie")
À noter l’ironie du prénom Christian, qui signifie chrétien en anglais.